# Christopher A. Rollston
 (janvier 2024).
La mise en forme du texte ne suit pas les recommandations de Wikipédia : il faut le « wikifier ».
Les points d'amélioration suivants sont les cas les plus fréquents :
- Les titres sont pré-formatés par le logiciel. Ils ne sont ni en capitales, ni en gras.
- Le texte ne doit pas être écrit en capitales (les noms de famille non plus), ni en gras, ni en italique, ni en « petit »…
- Le gras n'est utilisé que pour surligner le titre de l'article dans l'introduction, une seule fois.
- L'italique est rarement utilisé : mots en langue étrangère, titres d'œuvres, noms de bateaux, etc.
- Les citations ne sont pas en italique mais en corps de texte normal. Elles sont entourées par des guillemets français : « et ».
- Les listes à puces sont à éviter, des paragraphes rédigés étant largement préférés. Les tableaux sont à réserver à la présentation de données structurées (résultats, etc.).
- Les appels de note de bas de page (petits chiffres en exposant, introduits par l'outil «  Source ») sont à placer entre la fin de phrase et le point final[comme ça].
- Les liens internes (vers d'autres articles de Wikipédia) sont à choisir avec parcimonie. Créez des liens vers des articles approfondissant le sujet. Les termes génériques sans rapport avec le sujet sont à éviter, ainsi que les répétitions de liens vers un même terme.
- Les liens externes sont à placer uniquement dans une section « Liens externes », à la fin de l'article. Ces liens sont à choisir avec parcimonie suivant les règles définies. Si un lien sert de source à l'article, son insertion dans le texte est à faire par les notes de bas de page.
- La présentation des références doit suivre les conventions bibliographiques. Il est recommandé d'utiliser les modèles {{Ouvrage}}, {{Chapitre}}, {{Article}}, {{Lien web}} et/ou {{Bibliographie}}. Le mode d'édition visuel peut mettre en forme automatiquement les références.
- Insérer une infobox (cadre d'informations à droite) n'est pas obligatoire pour parachever la mise en page.

Pour une aide détaillée, merci de consulter Aide:Wikification.
Si vous pensez que ces points ont été résolus, vous pouvez retirer ce bandeau et améliorer la mise en forme d'un autre article.
Christopher A. Rollston (né dans le Michigan, États-Unis) est un spécialiste du Proche-Orient ancien, spécialisé dans la Bible hébraïque, le Nouveau Testament grec, les Apocryphes de l'Ancien Testament, la littérature sémitique du Nord-Ouest, l'épigraphie et la paléographie.

## Biographie
Rollston est titulaire d'une maîtrise et d'un doctorat de l'université Johns Hopkins. Il est également titulaire d'un Master of Arts in Religion (MAR) de l'Emmanuel School of Religion (aujourd'hui connu sous le nom d'Emmanuel Christian Seminary), et d'un diplôme de premier cycle du Great Lakes Christian College. Rollston est membre de la société Phi Beta Kappa. Il est professeur de langues et littératures sémitiques du Nord-Ouest à l'université George Washington au sein de laquelle il est président du département des langues et civilisations classiques et proche-orientales. Il a été chercheur boursier de la National Endowment for the Humanities à l'Albright Institute of Archaeological Research à Jérusalem (automne 2013) et au American Center of Oriental Research à Amman (été 2002). Il a été professeur invité de littérature sémitique du Nord-Ouest au département d'archéologie de l'université de Tel-Aviv au printemps 2014. Récemment, le Chronicle of Higher Education a publié un article sur les recherches et les écrits de Rollston.
Ses principaux intérêts de recherche comprennent la Bible hébraïque dans ses contextes culturels anciens, l'épigraphie et la paléographie sémitiques du Nord-Ouest, les pratiques des écritures anciennes, les scribes et l'éducation scribale, l'alphabétisation dans le monde antique, les origines et l'utilisation précoce de l'alphabet, les falsifications épigraphiques anciennes et modernes, les ossuaires inscrits, les noms de personnes, la prosopographie, la religion ancienne, la littérature de sagesse ancienne, la prophétie dans le contexte du Proche-Orient ancien et de la Méditerranée, la Septante, les manuscrits de la mer Morte. Ces dernières années, ses publications sur l'ostracon de Qeiyafa, l'abécédaire de Tel Zayit et le tombeau de Talpiot (Jérusalem) ont été considérées comme particulièrement importantes.
La monographie de Rollston parue sous le titre Writing and Literacy in Ancient Israel : Epigraphic Evidence from the Iron Age a été publiée par la Society of Biblical Literature en octobre 2010. L'année suivante, celle-ci a été sélectionnée par l'American Schools of Oriental Research pour concourir pour le prix Frank Moore Cross comme ouvrage le plus substantiel dans le domaine de l'épigraphie sémitique du Nord-Ouest.
Rollston a publié des articles dans un certain nombre de revues à comité de lecture, dont le Bulletin of the American Schools of Oriental Research, le Journal of Biblical Literature, le Near Eastern Archaeology Journal, l'Antiguo Oriente et l'Israel Exploration Journal. Il a également publié dans Biblical Archaeology Review, Archaeology Magazine, et le HuffPost. Ces dernières années, il a été consultant en épigraphie pour la National Geographic Society et a également témoigné dans le procès pour falsification à Jérusalem à la demande de l'accusation.
Outre le National Endowment for the Humanities, les recherches de Rollston ont été financées par diverses agences et organisations, dont la Society of Biblical Literature et l'American Schools of Oriental Research. En outre, il a effectué des fouilles en Syrie et en Israël et a mené des recherches dans des musées et des départements d'antiquité au Liban, en Israël, en Jordanie et en Syrie, ainsi que dans divers musées aux États-Unis et en Europe. Il a donné des conférences et présenté des exposés dans un certain nombre de lieux, notamment à l'université hébraïque de Jérusalem, à l'université Al-Quds de Jérusalem, à l'université Vanderbilt, à l'université George Washington, à l'université du Michigan, à l'université Brown, à l'université Duke, à l'université de Tel-Aviv, à l'université Baylor et à l'université du Wisconsin.
Rollston est actif au sein de l'American Schools of Oriental Research et de la Society of Biblical Literature (et a présidé et co-présidé des sessions épigraphiques lors des réunions annuelles de ces deux organisations). Il a siégé pendant plusieurs années au conseil d'administration de l'American Schools of Oriental Research, et a également fait partie du comité de rédaction du Bulletin of the American Schools of Oriental Research, dont il est actuellement le co-éditeur (avec Eric H. Cline). Il a été le rédacteur en chef de la revue MAARAV pendant plus d'une décennie. En outre, il a régulièrement participé à des comités de réaffirmation (sur site et hors site) pour la Southern Association of Colleges and Schools.
À l'automne 2018, Rollston a été intronisé en qualité membre honoraire au chapitre Alpha de la fraternité Delta Iota Gamma, la première fraternité d'archéologie au monde.

## Bibliography